# Kinixys homeana
La tortuga angular (Kinixys homeana) és una espècie de tortuga de la família Testudinidae. Aquesta espècie del gènere africà Kinixys es troba a Benín, Camerun, República Democràtica del Congo, Costa d'Ivori, Guinea Equatorial, el Gabon, Ghana, Libèria, Nigèria, i, possiblement, Togo. Habita les terres baixes subtropicals o tropicals humides (boscos, pantans i plantacions). Actualment és una espècie amenaçada per la pèrdua d'hàbitat per la desforestació per l'agricultura i la urbanització.